# Marea Diavolului

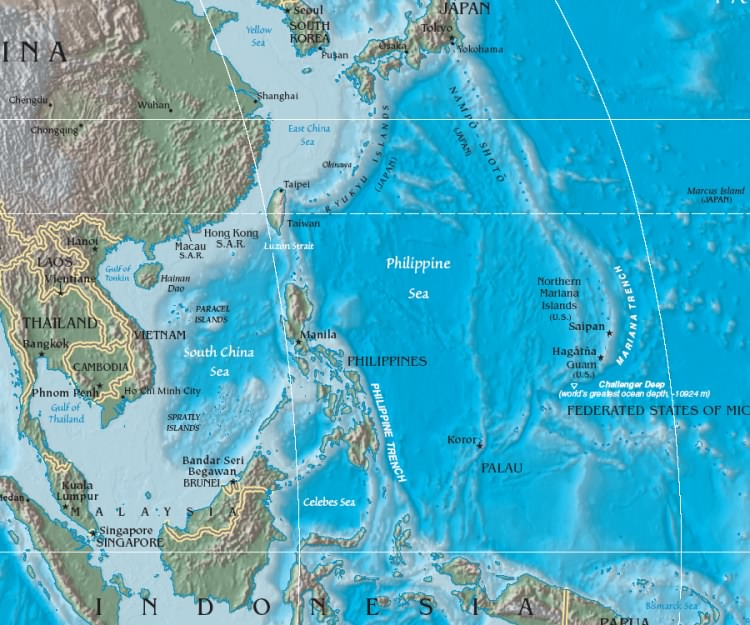
Triunghiul Formosa cuprinde mare parte a Mării Filipineze

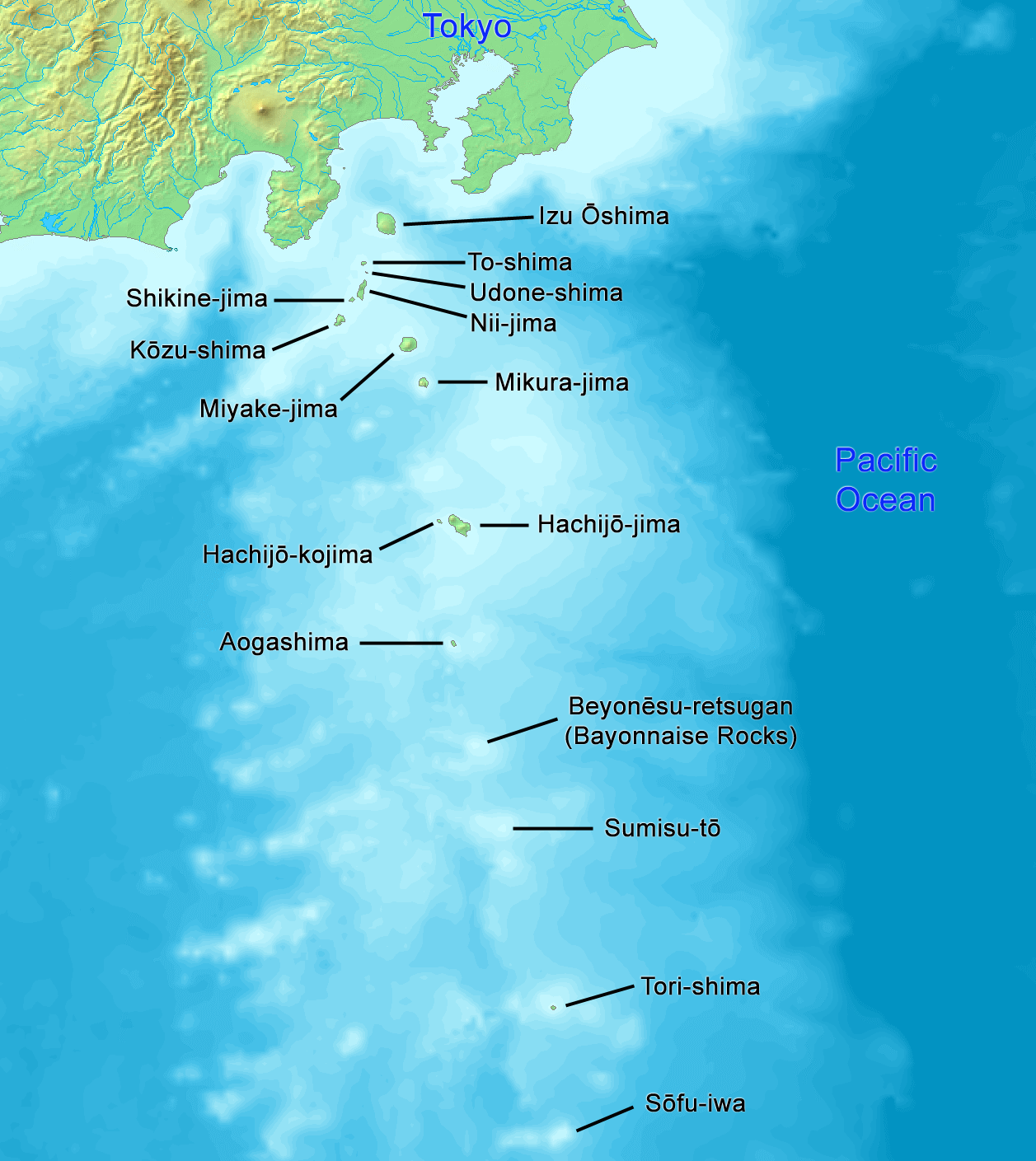
Hartă cu Insulele Izu, centrul legendarei Mări a Diavolului

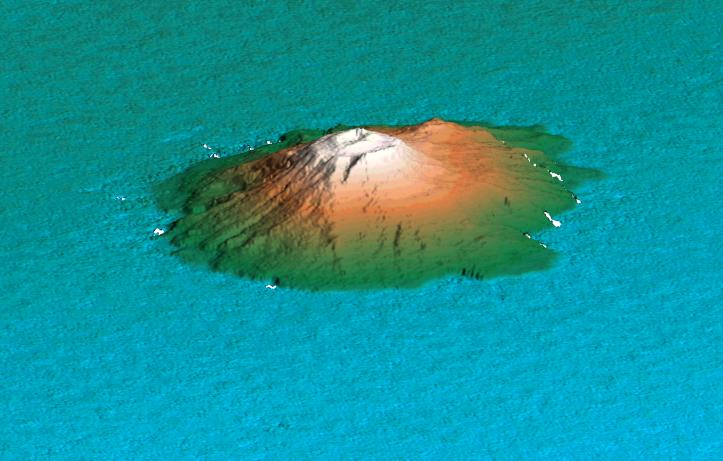
Insula Miyake, la 100 km sud de Tokyo

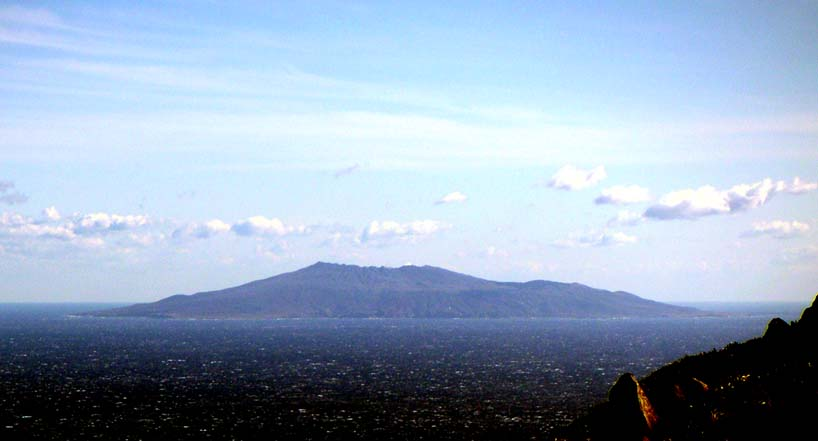
Insula Miyake Island văzută dinspre Insula Kozu

Marea Diavolului (魔の海 Ma no Umi) sau Triunghiul Dragonului cunoscut și ca Triunghiul Formosa (chineză: 福爾摩沙三角) sau Triunghiul Bermudelor din Pacific  este o regiune din Oceanul Pacific în jurul insulei Miyake-jima, aflată la 100 km sud de Tokyo. Alături de Triunghiul Bermudelor este unul din cele 12 vortexuri ale Pământului, reprezentate inițial de către Ivan T. Sanderson.

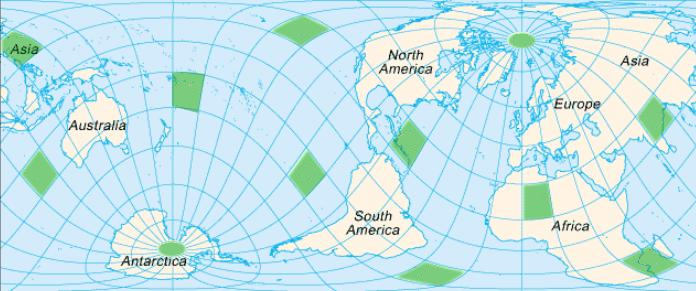
Cele 12 vortexuri ale Pământului (Vile Vortices)

Cercetătorii activităților paranormale asociază zona cu Triunghiul Bermudelor, pe baza unor relatări privind disparariția misterioasă a unor nave și avioane (de asemenea Triunghiul Diavolului este pe aceeași axă ca Triunghiul Bermudelor). În literatura ufologică de specialitate se găsesc mai multe relatări despre apariția în Marea Diavolului a unor nave fantomă și OZN-uri .

## Incidente
După dispariția   Zborului 370 al Malaysia Airlines, au apărut unele ipoteze conform cărora aeronava cu 239 de oameni la bord ar fi fost „absorbită" de acest triunghi.